# Сервански, Петер
Пе́тер Се́рвански (венг. Szervánszky Péter; 24 сентября 1913, Кишпешт — 27 марта 1985, Будапешт) — венгерский скрипач. Брат художника Енё Сервански и композитора Эндре Сервански.
В пятнадцатилетнем возрасте выступал как примариус струнного квартета, созданного им из своих братьев и сестёр. В 1931—1933 гг. учился в Музыкальной академии имени Ференца Листа у Енё Хубаи.
С 1935 года концертмейстер будапештского Столичного оркестра. Одновременно в 1935—1937 гг. вторая скрипка Венгерского квартета под управлением Шандора Вега, в 1935 году в составе квартета был первым исполнителем Пятого струнного квартета Белы Бартока. В 1940—1946 гг. вторая скрипка Квартета Вальдбауэра-Керпея. В 1944 году со Столичным оркестром под управлением Яноша Ференчика исполнил венгерскую премьеру Второго скрипичного концерта Бартока (до этого в 1943 году сыграл этот же концерт в Коложваре); сохранившаяся концертная запись осталась единственной записью Сервански (отреставрирована и опубликована в 2019 году). 28 июля 1945 года в исполнении Квартета Вальдбауэра-Керпея впервые в Венгрии прозвучал Шестой струнный квартет Бартока; вскоре после этого Сервански покинул Венгрию, отправившись совершенствовать своё мастерство в Вену. С 1946 года работал в Италии, концертировал также в других странах Европы. В 1949 году получил приглашение занять пост концертмейстера в новом оркестре в Эквадоре, но к моменту его приезда в страну выяснилось, что создание оркестра не состоялось; после этого музыкант уехал в Перу и в 1950—1977 гг. жил и работал в Лиме, преподавая частным образом. В 1977 году, перенеся инсульт, вернулся в Венгрию, однако уже не мог заниматься профессиональной деятельностью.